# Nathan Fillion
Nathan Craig Fillion (ur. 27 marca 1971 w Edmonton w prowincji Alberta) – kanadyjski aktor, najlepiej znany jako kapitan Malcolm „Mal” Reynolds z serialu Fox Firefly i filmu Jossa Whedona Serenity (2005), a także jako Richard Castle w serialu kryminalnym stacji ABC Castle. Uczęszczał do Holy Trinity Catholic High School, na Concordia University of Alberta i Uniwersytet Alberty.

## Filmografia

### filmy fabularne
- 1998: Szeregowiec Ryan jako James Frederick „Minnesota” Ryan
- 1999: Atomowy amant jako Cliff
- 2000: Dracula 2000 jako ks. David
- 2003: Lustro zbrodni jako Robert
- 2005: Serenity jako kapitan Malcolm „Mal” Reynolds
- 2006: Robale jako Bill Pardy
- 2007: Głosy 2 (White Noise 2: The Light) jako Abe Dale
- 2007: Kelnerka (Waitress) jako dr Jim Pomatter
- 2011: Zielona Latarnia: Szmaragdowi wojownicy (ang. Green Lantern: Emerald Knights) jako Hal Jordan (głos)
- 2012: Liga Sprawiedliwych: Zagłada (ang. Justice League: Doom) jako Hal Jordan/Zielona Latarnia (głos)
- 2013: Uniwersytet potworny (Monsters University) jako Johnny Worthington III (głos)
- 2013: Percy Jackson: Morze potworów (ang. Percy Jackson and the Olympians: The Sea of Monsters) jako Hermes
- 2014: Strażnicy Galaktyki (Guardians of the Galaxy) jako Alien Prisoner (głos)
- 2017: Strażnicy Galaktyki vol. 2 (Guardians of the Galaxy) jako Simon Williams (głos)
- 2017: Auta 3 (Cars 3) jako Sterling (głos)
- 2018: The Death of Superman jako Hal Jordan / Zielona Latarnia (głos)
- 2018: Henchmen jako Kapitan Superior (głos)
- 2018: Nocny łowca (Night Hunter) jako Matthew Quinn
- 2019: Reign of the Supermen jako Hal Jordan / Zielona Latarnia (głos)
- 2021: Legion samobójców: The Suicide Squad (The Suicide Squad) jako Cory Pitzner / T.D.K.
- 2023: Strażnicy Galaktyki vol. 3 (Guardians of the Galaxy Vol. 3) jako Mistrz Karja
- 2025: Superman jako Guy Gardner / Zielona Latarnia

### seriale TV
- 1994–1997: Tylko jedno życie jako Joseph Frances „Joe” Buchanan
- 1996: Spin City jako chłopak  (odc.: „A Star Is Born”)
- 1998: Maggie Winters jako Ronald
- 1998–2001: Oni, ona i pizzeria jako Johnny Donnelly
- 2001: Bobby kontra wapniaki jako Frisbee Guy (głos)
- 2002–2003: Firefly jako kapitan Malcolm „Mal” Reynolds
- 2003: Buffy: Postrach wampirów jako Caleb
- 2003: Mów mi swatka jako Adam Logan
- 2005–2006: Liga Sprawiedliwych bez granic jako Vigilante (głos)
- 2006: Zagubieni jako Kevin Callis
- 2007: Drive jako Alex Tully
- 2007: Tylko jedno życie jako Joseph Frances „Joe” Buchanan
- 2007–2008: Gotowe na wszystko jako dr Adam Mayfair
- 2007–2014: Robot Chicken – różne głosy
- 2009–2016: Castle jako Richard Castle
- 2012: Amerykański tata jako Joel Larson, Liver, amerykański biznesmen Klaus (głos)
- 2014–2015: Community jako Bob Waite
- 2014–2016: Wodogrzmoty Małe jako Preston Northwest (głos)
- 2015: Teoria wielkiego podrywu w roli samego siebie
- 2016–2018: Współczesna rodzina jako Rainer Shine
- 2017: Rick i Morty jako Cornvelious Daniel (głos)
- 2017: Brooklyn 9-9 jako Mark Devereaux
- 2017–2018: Santa Clarita Diet jako Gary West
- 2018: Seria niefortunnych zdarzeń jako Jacques Snicket
- 2018: Nie ma lekko w roli samego siebie
- 2018-: Rekrut jako John Nolan